# Troldmanden fra Oz
Troldmanden fra Oz (engelsk: The Wonderful Wizard of Oz) er første del i en bog-serie skrevet af den amerikanske forfatter L. Frank Baum i 1900. Den blev filmatiseret flere gange som stumfilm, men den berømte film fra 1939 var dens første filmatisering som tonefilm.
- Wikimedia Commons har flere filer relateret til Troldmanden fra Oz

| Bog | Spire Denne artikel om bøger og tidsskrifter er en spire som bør udbygges. Du er velkommen til at hjælpe Wikipedia ved at udvide den. |